# یوگنی سامسونوف
یوگنی سامسونوف (روسی: Евгений Борисович Самсонов؛ ۱۵ سپتامبر ۱۹۲۶ – ۳۰ سپتامبر ۲۰۱۴) قایقران روئینگ اهل اتحاد جماهیر شوروی سوسیالیستی بود.
وی در مسابقات کشوری و بین‌المللی در مجموع برندهٔ ۳ مدال طلا، ۱ مدال نقره شده‌است.